# Фиброзная оболочка глазного яблока

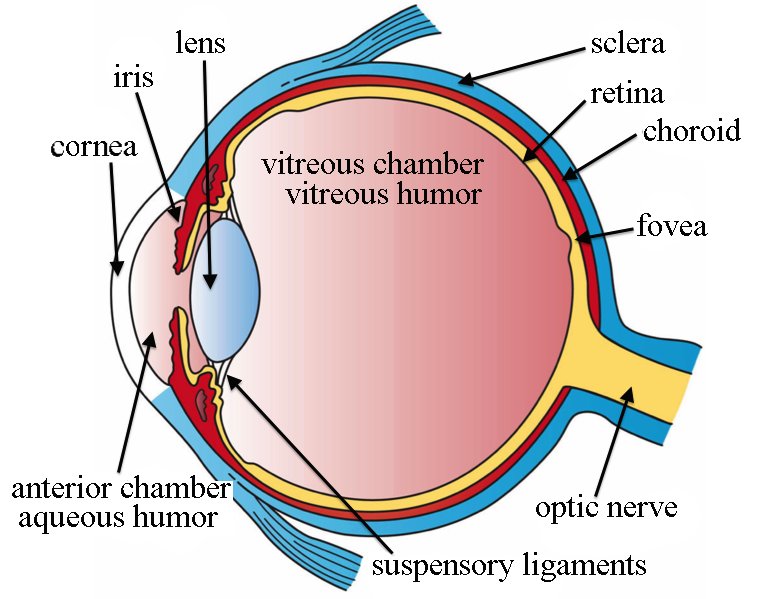
Рисунок строения глаза. Фиброзная оболочка глаза состоит из роговицы (обозначена белым) и склеры (обозначена голубым вместе с вплетёнными в неё сухожилиями глазодвигательных мышц и оболочкой зрительного нерва)

Фиброзная оболочка глазного яблока (tunica fibrosa bulbi oculi, PNA; tunica fibrosa oculi, BNA; tunica externa oculi, JNA) — наружная фиброзная оболочка (слой соединительной ткани), которая придаёт глазному яблоку форму, а также выполняет защитную функцию. Различают два участка фиброзной оболочки глазного яблока: передний участок — роговица и задний участок — склера. По границе этих участков проходит неглубокая циркулярная бороздка — борозда склеры (лат. sulcus sclerae). В этом месте располагается, состоящая из роговично-склеральной и увеальной частей, трабекулярная сеточка (лат. reticulum trabeculare), которая участвует в образовании и оттоке внутриглазной жидкости и состоит из коллагеновых волокон склеры, в толще склеры располагается циркулярный венозный синус склеры (лат. sinus venosus sclerae). Визуально снаружи на этом месте находится полупрозрачный лимб роговицы (лат. limbus corneae), наружный эпителий роговицы продолжается и на склере без заметного разделения, далее склера покрыта снаружи конъюнктивой.